# データ処理
データ処理（データしょり、英: Data processing）は、英語Data Processingの前半をカタカナ語とし、後半を漢語訳した語である。情報処理やコンピューティングとほぼ同様の意味で、特に科学的に意味がある区別は無いが、情報処理の「情報」やコンピューティングの「計算」という語にある数理的色彩が比較的薄いデータベースの処理などといったものを指す。コンピュータ以前にはタビュレーティングマシン等の機械により、それ以前には人手により行われていたが、コンピュータ以後はもっぱらコンピュータによるそれを指す。バズワード的には、1960年代や1970年代にはコンピュータ業界（のうち主にいわゆる「企業システム」向けベンダ等）を指す語として多用されていたが（たとえば業界ネタを集めた『The Devil's DP Dictionary』という題の本がある）、近年は「IT」などの語に置き換えられあまり見なくなった。
データを情報や知識に変換するコンピュータ処理全般を指す用語。データ処理は通常コンピュータ上で自動実行される。データは正しく表現されれば便利で実用的な「情報」となるため、データ処理システムは実用性を強調するために情報システムとも呼ばれる。これらの用語はほぼ同義であり、データ処理システムがデータを操作して情報を生成するのに対して、情報システムはデータを入力として情報を出力する。
かつて、コンピュータシステムを指す用語として「データ処理システム」という用語がよく使われた（1970年代）。その後、「情報」という単語を使った新たな用語（情報システム、ITシステム、経営情報システムなど）が生み出され、データ処理システムという用語を代替していった。
データ処理において、データは数や文字として定義され、観測可能な現象の測定値を表す。1つのデータ（datum）は観測された現象の1つの測定値である。測定情報は、複数のデータからアルゴリズムによって導出されたり、論理的に演繹されたり、統計的に計算されたりして求められる。情報とは、クエリへの意味のある応答として定義される。
より一般化すると、「データ処理」とはデータをある形式から別の形式へと変換する過程と定義できる。しかし、そういった意味では「データ変換」という用語の方が適切であろう。この観点では、データ処理は情報をデータに変換する過程とデータを情報に変換する過程を指すということになる。データ処理とデータ変換の違いは、データ変換では応答すべきクエリを必要としないという点にある。例えば、英語の文を形成する文字列形式の情報は、キーボードのキー押下から「符号化」されてハードウェア向きのコードとなり、さらにはASCIIコードとなり、フォントに変換されてディスプレイに表示される。この例は、キーボードでのキー押下に連動した電流の有無が変換されて、最終的に人間が理解できる意味のある情報になる例である。
しかし、このような例はデータ処理というよりも組み込みシステムやオペレーティングシステムによるハードウェア制御という観点で語られることが多い。一般に「データ処理」という用語が使われるのは、業務のための多数のデータを集積し、それらを情報利用者にとって使い易い有意義な情報として提示する過程に対してである。
科学技術的データを集めて処理する場合、データ処理よりももっと正確な用語として「データ分析」が使われる。この場合、ビジネスの分野ではあまり見られない、非常に専門的で正確なアルゴリズム的導出と統計計算を指す。この文化の違いはデータ処理とデータ分析での数値表現にも表れている。データ処理では整数または固定小数点数や二進化十進表現での実数表現が用いられるのに対して、データ分析では浮動小数点数で実数を表現することが多い。
自然界に発生する様々な過程も圧力や光などの情報によって観測されるデータ処理システムと見ることもできる。それらの情報は人間の観察者によって神経系内の電気信号に変換される。無生物同士の相互作用さえもある種の情報処理システムと見ることができる。データ処理や情報システムという用語の一般的用法は、ビジネス環境で繰り返されるアルゴリズム的導出、論理的推論、統計的計算に限定され、実世界でのあらゆる情報の変換過程を指すわけではない。